# Bacău
Bacău (; in ungherese Bákó, in tedesco Barchau, in russo Бакэу?, in ucraino Бакеу?, in polacco Baków, in ebraico בקאו‎?, in latino Bacovia) è una città municipale della Romania di 136 087 abitanti, capoluogo dell'omonimo distretto, nella regione storica della Moldavia. Soprannominata "La città di Bacovia", si tratta di una città abbastanza antica, la prima documentazione storica risale al 1408.
Situata ai piedi dei Carpazi, la città è bagnata dal fiume Bistrița, che si getta nel Siret 8 km più a sud. Bacău è collegata alla Transilvania attraverso il passo Ghimesh.
Durante la prima guerra mondiale, con la Valacchia occupata dai tedeschi, Bacău era il quartier generale dell'esercito romeno.

## Popolazione
Durante i 6 secoli di esistenza della città, Bacău ha conosciuto un grande periodo di crescita demografica seguito da un regresso abbastanza consistente, conseguenza della condizioni economiche, socio-culturali e storiche che hanno caratterizzato ogni tappa della sua evoluzione. La fine del XX secolo assume un'importanza particolare per le nuove tendenze demografiche, e diventa un importante centro culturale, sportivo e amministrativo della Moldavia rumena.
Secondo il censimento del 1930 la città aveva 31 138 abitanti, tra i quali 19 421 rumeni, 9 424 ebrei, 822 ungheresi e 406 tedeschi. Dal punto di vista religioso, 19 091 hanno dichiarato di essere ortodossi, 1 893 romano-cattolici, 161 greco-cattolici, 144 luterani. Gli abitanti della città vengono comunemente chiamati "bacăuani".

## Geografia fisica

### Territorio
La città di Bacău, la principale della provincia che prende lo stesso nome, si trova nel nord-est della Romania, a 9,6 km dalla confluenza tra i fiumi Siret e Bistrița.
Dal punto di vista amministrativo confina con i seguenti comuni: Hemeiuș e Săucești a nord, Letea Veche a est, Luizi-Călugăra, Măgura e Mărgineni a sud.

### Clima
Secondo la classificazione dei climi di Köppen, Bacău appartiene alla fascia Dfb: presenta un clima fortemente continentale con inverni molto freddi (con minime che toccano i −30 °C), a causa delle masse di aria fredda provenienti dalle pianure orientali, ed estati calde ed abbondantemente al di sopra dei 30 °C.
Il clima caratterizzato dal complesso di un insieme di fattori naturali (la circolazione generale dell'atmosfera, le radiazioni solari e il rilievo), e anatropici, la città avendo un ruolo essenziale nella creazione del proprio clima, grazie a fattori come i numerosi spazi verdi e i materiali delle varie costruzioni.
La temperatura media annuale è di 9 °C, oscillando tra −4 °C nel mese di gennaio e 20,6 °C nel mese di giugno. Negli ultimi anni il regime termico ha subito leggeri cambiamenti a causa dei laghi di accumulo, del riscaldamento globale e dell'inquinamento atmosferico.
La quantità media annuale di precipitazioni è di 541 mm, con differenze tra il periodo più caldo (82,8 mm a giugno) e quello più freddo (24 mm a febbraio).
L'annata più fredda è stata quella del 1942, con soli 7 °C, mentre quello più piovoso quello del 1897 con 962,5 l/m², quando i băcăuani, hanno a malapena visto pochi giorni di sole. Una grande siccità invece ha colpito la città nel 1954, quando anche la neve ha registrato 294,5 l/m².
| Bacău Centro       | Mesi  | Mesi  | Mesi | Mesi  | Mesi  | Mesi  | Mesi  | Mesi  | Mesi  | Mesi  | Mesi | Mesi  | Stagioni | Stagioni | Stagioni | Stagioni | Anno |
| Bacău Centro       | Gen   | Feb   | Mar  | Apr   | Mag   | Giu   | Lug   | Ago   | Set   | Ott   | Nov  | Dic   | Inv      | Pri      | Est      | Aut      | Anno |
| ------------------ | ----- | ----- | ---- | ----- | ----- | ----- | ----- | ----- | ----- | ----- | ---- | ----- | -------- | -------- | -------- | -------- | ---- |
| T. max. media (°C) | 2,38  | 2,5   | 9,68 | 15,73 | 22,35 | 25,82 | 28,77 | 28,45 | 21,84 | 16,43 | 8,3  | 3,86  | 2,9      | 15,9     | 27,7     | 15,5     | 15,5 |
| T. min. media (°C) | −4,13 | −4,58 | −0,3 | 5,04  | 10,18 | 13,92 | 15,83 | 15,95 | 10,37 | 5,6   | 0,85 | −1,45 | −3,4     | 5,0      | 15,2     | 5,6      | 5,6  |

## Storia
Bacău ha i suoi antenati risalenti all'età primitiva, più precisamente nel paleolitico superiore, circa 5 000 anni fa. Nel perimetro della Piazza della Rivoluzione (ro: Piața Revoluției) è stato scoperto un raschietto in selce di colore nero e di forma trapezoidale. Oggetto utilizzato all'epoca probabilmente per la caccia nella zona, allora coperta da vasti boschi. Questo oggetto, fatto in selce, è una grande testimonianza dei primi scambi commerciali, dato che questo oggetto era inesistente da queste parti, quindi importato da altrove. Un'altra testimonianza di vita è stata scoperta durante gli scavi per il Passaggio Mărgineni (ro: Pasajul Mărgineni), quando i lavoratori trovarono alcuni resti di una civiltà della media età del bronzo che c'era prima- Cultura Monteoru.
Un'ulteriore prova dell'esistenza di una civiltà, questa volta della tarda età del bronzo, è stata scoperta intorno alla chiesa Precista.
Diversi frammenti del VI o V secolo a.C. attestano un'occupazione hallstattiana sull'attuale strada Bradului la quale dopo l'occupazione della Dacia da parte dei romani è rimasta fuori dai confini dell'Impero Romano, quindi abitata dai Carpi. Questi due popoli saranno costantemente in collaborazione tra loro, fatto dimostrato dai numerosi reperti archeologici come ceramiche, monete e oggetti decorativi.
La città è stata invasa e distrutta più di una volta tra il quindicesimo e il sedicesimo secolo. Per esempio, nel 1467 il re Mattia Corvino durante la sua spedizione contro Ștefan cel Mare, appiccò il fuoco a tutte le città sul suo cammino, tra le quali Bacău. La documentazione doganale di Brașov mostra che pochi mercanti da Bacău attraversarono i Carpazi in Transilvania dopo il 1500, e la loro merce non aveva un valore particolarmente elevato il che fa pensare che la città fosse in declino in questo periodo.

### Rivoluzione anticomunista
La Rivoluzione del 1989, a Bacău è consistita in una serie di proteste molto miti rispetto a quel che è successo in altre città della Romania. I cittadini non erano molto convinti di andare contro il regime comunista, uscendo in strada solamente dopo la fuga del dittatore Nicolae Ceaușescu.
I primi che si sono diretti verso la sede provinciale del partito, sono stati alcuni attori e macchinisti del Teatro Bacovia, che si erano fatti coraggio presso il ristorante Bistrița. Questi non hanno comunque forzato l'occupazione della sede fin quando non hanno fatto la loro apparizione alcuni gruppi di persone provenienti dalla zona industriale.
Sono 33 i rivoluzionari con certificato nel distretto di Bacău, secondo una tabella offerta dall'associazione della città nella quale sono menzionati anche le loro professioni nel 1989 e quelle dopo la rivoluzione. Dieci di questi hanno assunto cariche importanti nonostante prima i loro lavori fossero molto modesti.

### Simboli
Lo stemma del municipio presenta Maica Precista (la Vergine Maria) nella parte inferiore, la santa patrona della città, mentre nella parte superiore vi si trovano il cervo e gli abeti, i primi simboli araldici di Bacău.
Nella parte inferiore, il colore scelto è il rosso. Il colore rosso è specifico degli stemmi della Moldavia (regione storica della Romania), mentre il blu, che si trova nella parte superiore, è il colore immediatamente successivo secondo il codice dei colori e delle norme araldiche. Inoltre, il rosso dello stemma rappresenta, simbolicamente, il sangue versato dagli eroi rumeni per proteggere la città.
Le due zone sono separate da una cintura di mattonelle che rappresenta la vocazione costruttiva della città e le aspirazioni verso il futuro legate ad essa.
Le sette torri, che formano una specie di corona nella parte superiore, simbolizzano che Bacău è il capoluogo dell'omonimo distretto.

## Monumenti e luoghi d'interesse
Lontano dall'essere unicamente centro economico-industriale, Bacău si presenta anche come città ricca di cultura e tradizioni storiche, con un'architettura influenzata notevolmente dal comunismo, ma con eccezioni di monumenti di epoche storiche diverse.
Tra i monumenti più rappresentativi vi troviamo la statua di Ștefan cel Mare (it:Stefano il Grande), posta davanti alla maestosa cattedrale di culto ortodosso, la terza più grande al mondo di questo tipo.

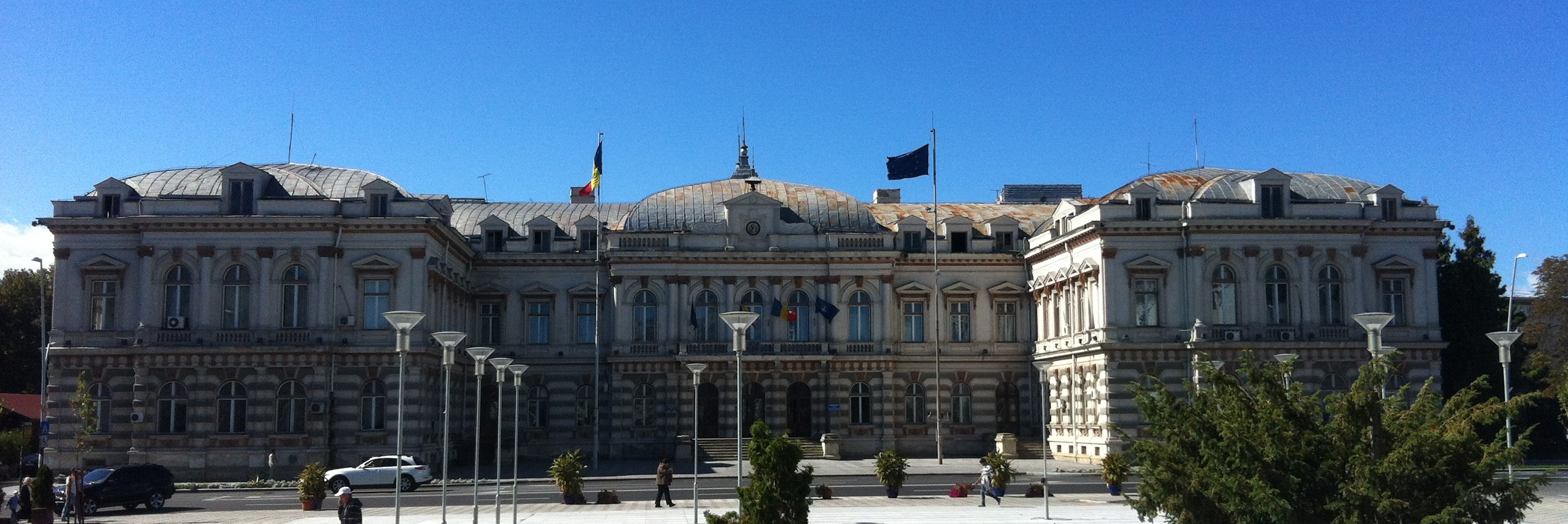
Prefettura di Bacau
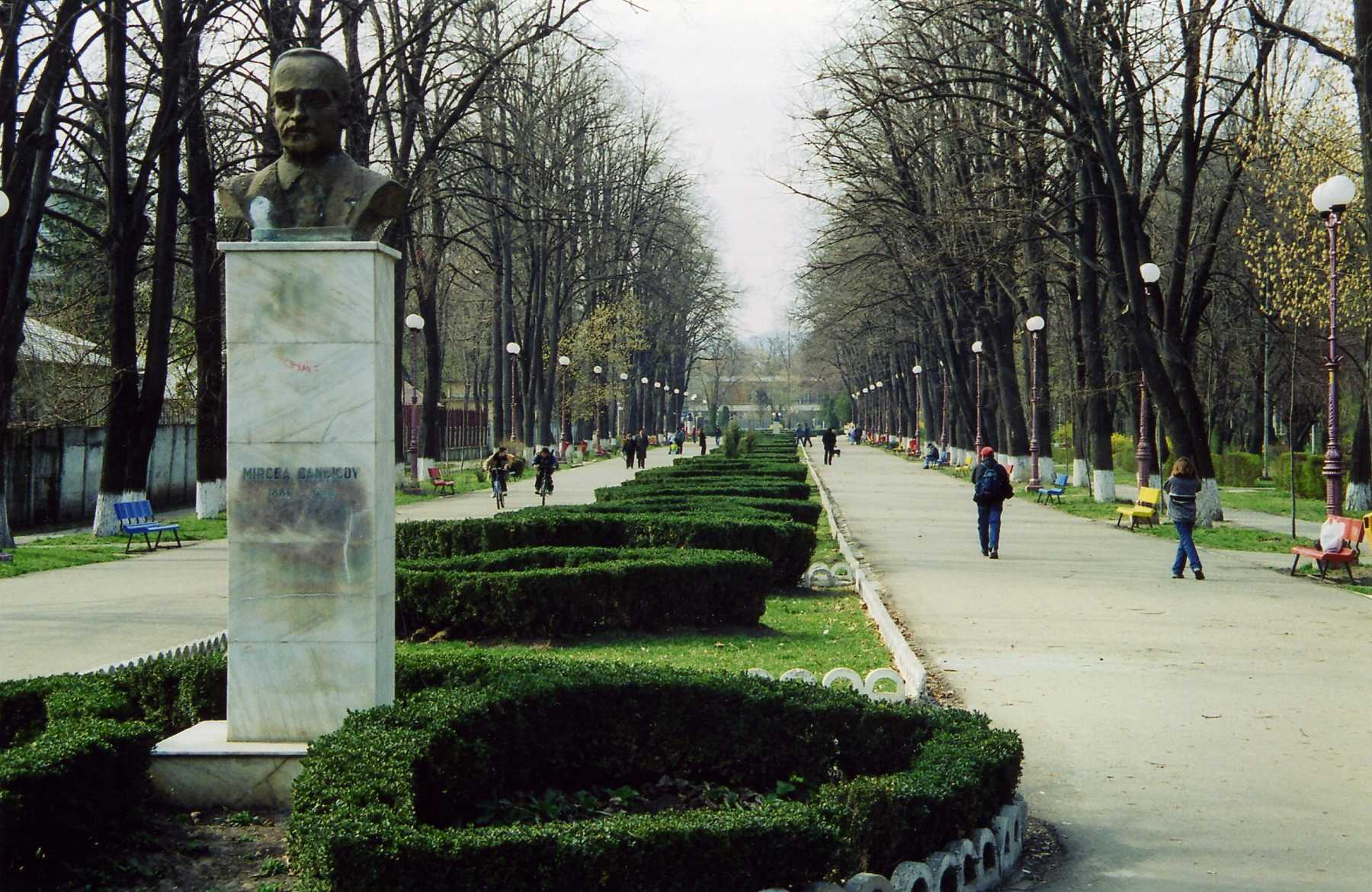
Monumento a Mircea Cancicov
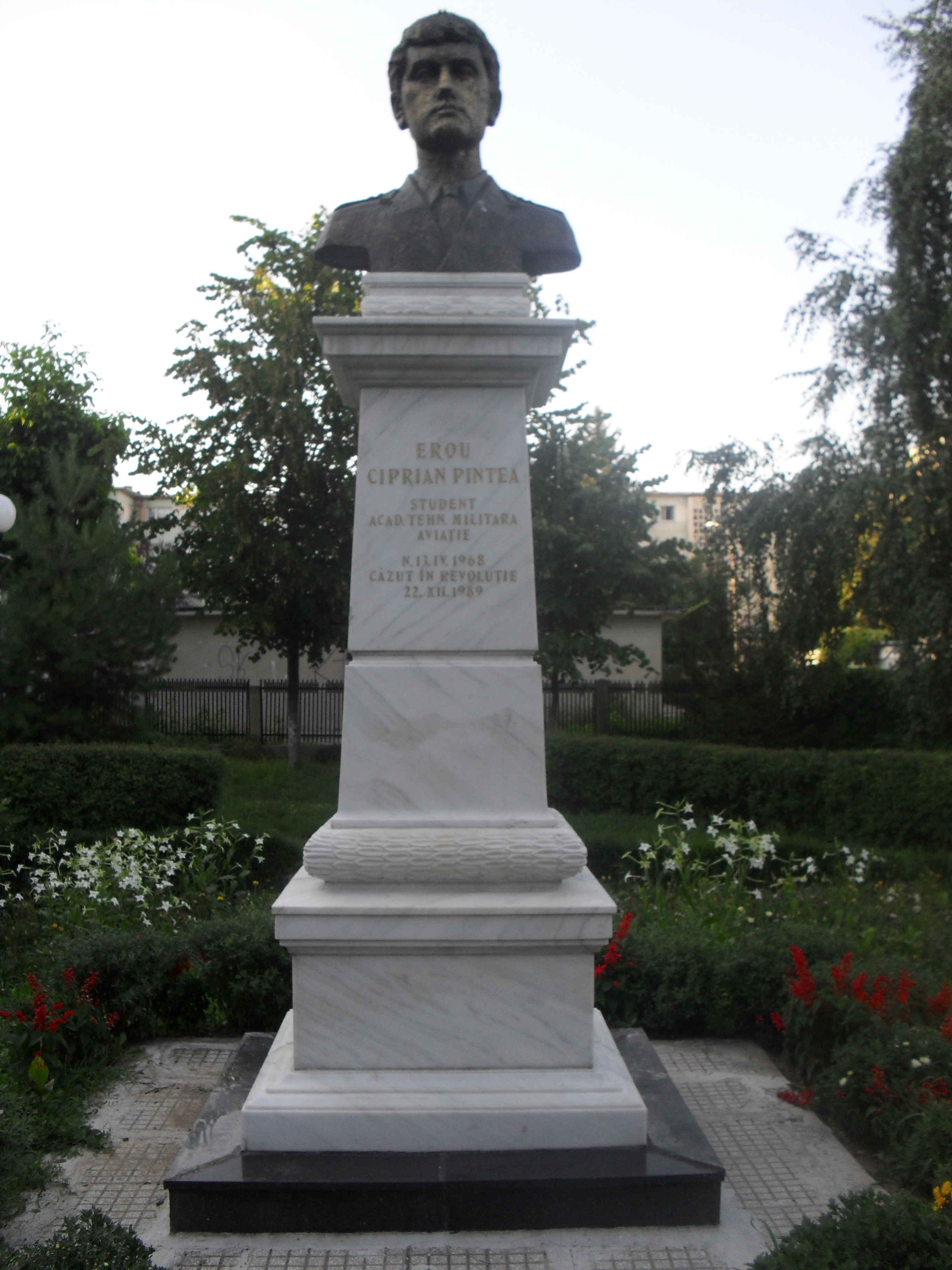
Monumento a Ciprian Pintea
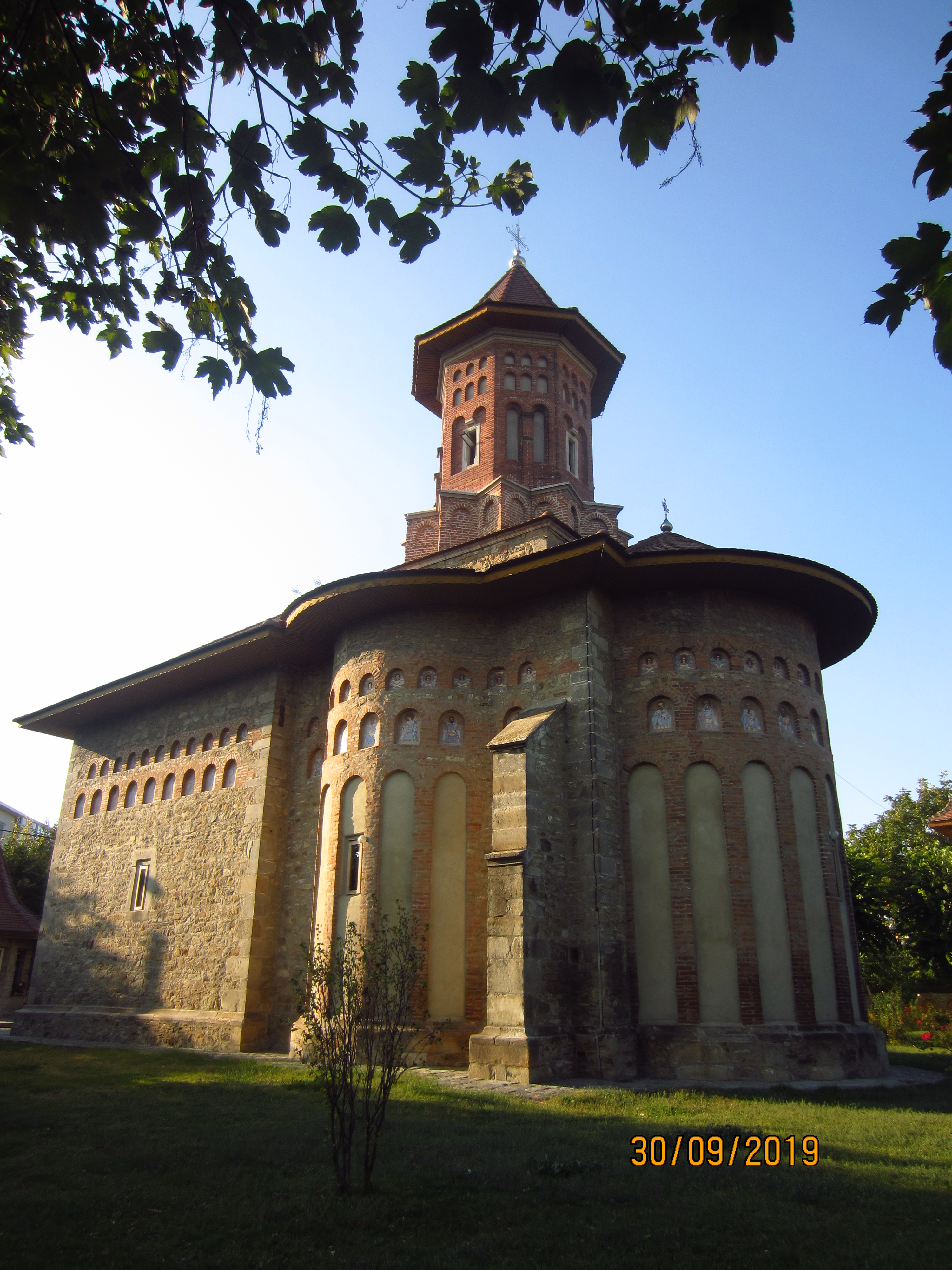
Chiesa "Precista"
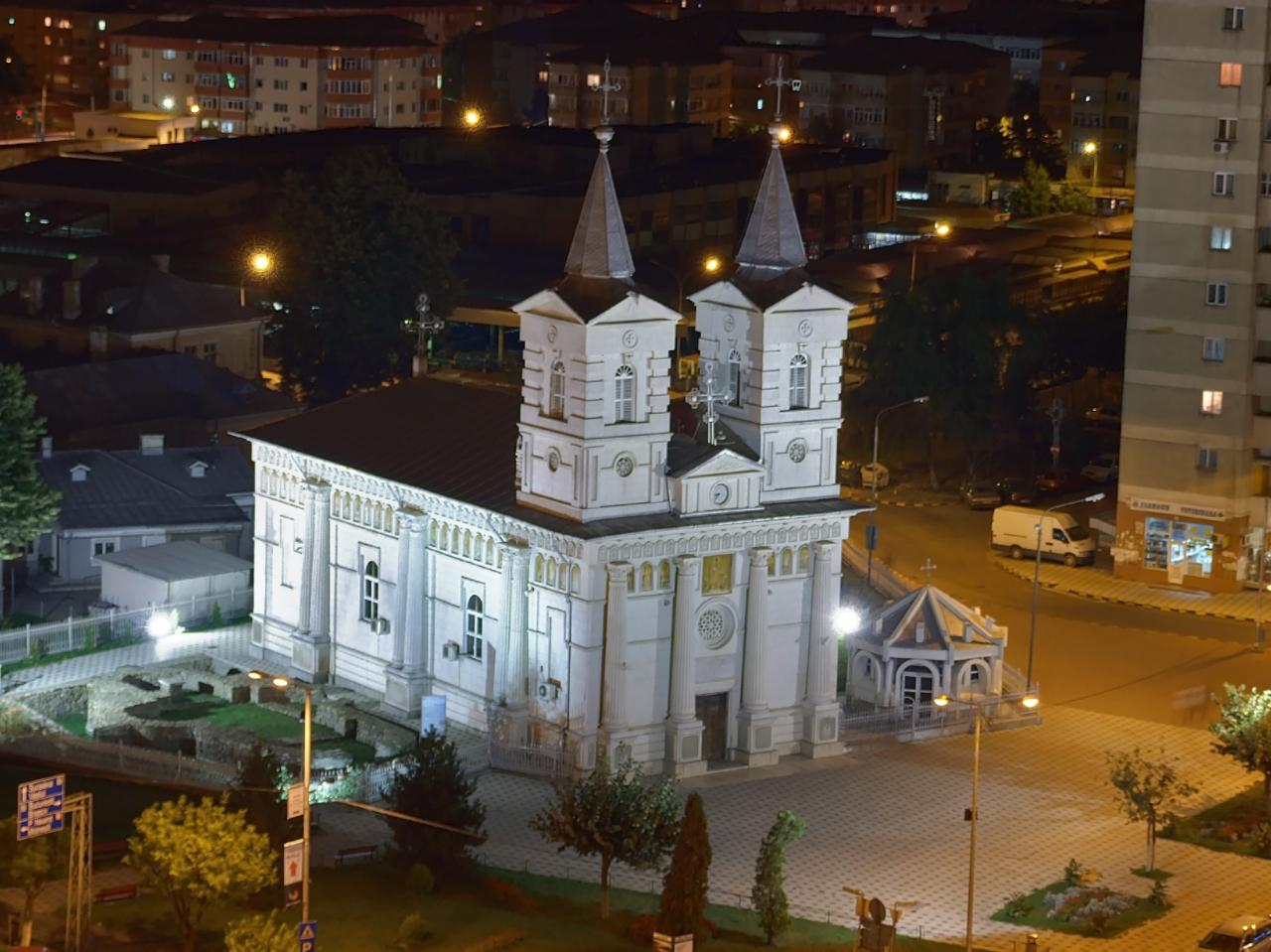
Cattedrale di san Nicola

## Cultura
La fama di Bacău sul piano culturale si conferma attraverso le personalità che la città ha fornito in diversi campi e attraverso i progetti che ha sostenuto durante gli anni.

### Istruzione

#### Biblioteche
- La Biblioteca Provinciale "Costache Sturdza" (in romeno Biblioteca Județeană "Costache Sturdza"), fondata nel 1893, è stata spostata dal suo edificio storico nella sede del museo delle Scienze Naturali nell'estate del 2005. Il nome della biblioteca ricorda il sindaco Gheorghe Sturdza che ha donato 948 volumi. Questi libri, insieme a quelli donati da altre persone, hanno costituito un fondo iniziale di circa 2 000 volumi. La biblioteca inaugurata il 27 giugno 1893 ha trovato sede per i primi anni, nell'edificio del comune.

#### Università
- Università di Bacău Vasile Alecsandri che si occupa di ricerca scientifica.
- Università George Bacovia

### Musei

#### Musei scientifici
- Complesso Museale di Scienze Naturali "Ion Borcea"
- Vivario
- Osservatorio Astronomico "Victor Anestin"

#### Musei Storici
- Complesso museale di Storia "Iulian Antonescu"
- Museo Ebraico "Alexandru Şafran"

#### Musei d'Arte
- Museo di Arte
- Gallerie ALFA
- Museo di Arte Contemporanea "George Apostu"
- Gallerie di Arte Ceramica "Anton Ciobanu"

### Case di personaggi di rilievo
- Casa del poeta George Bacovia
- Casa del pittore Nicu Enea

### Teatri
- Teatro George Bacovia

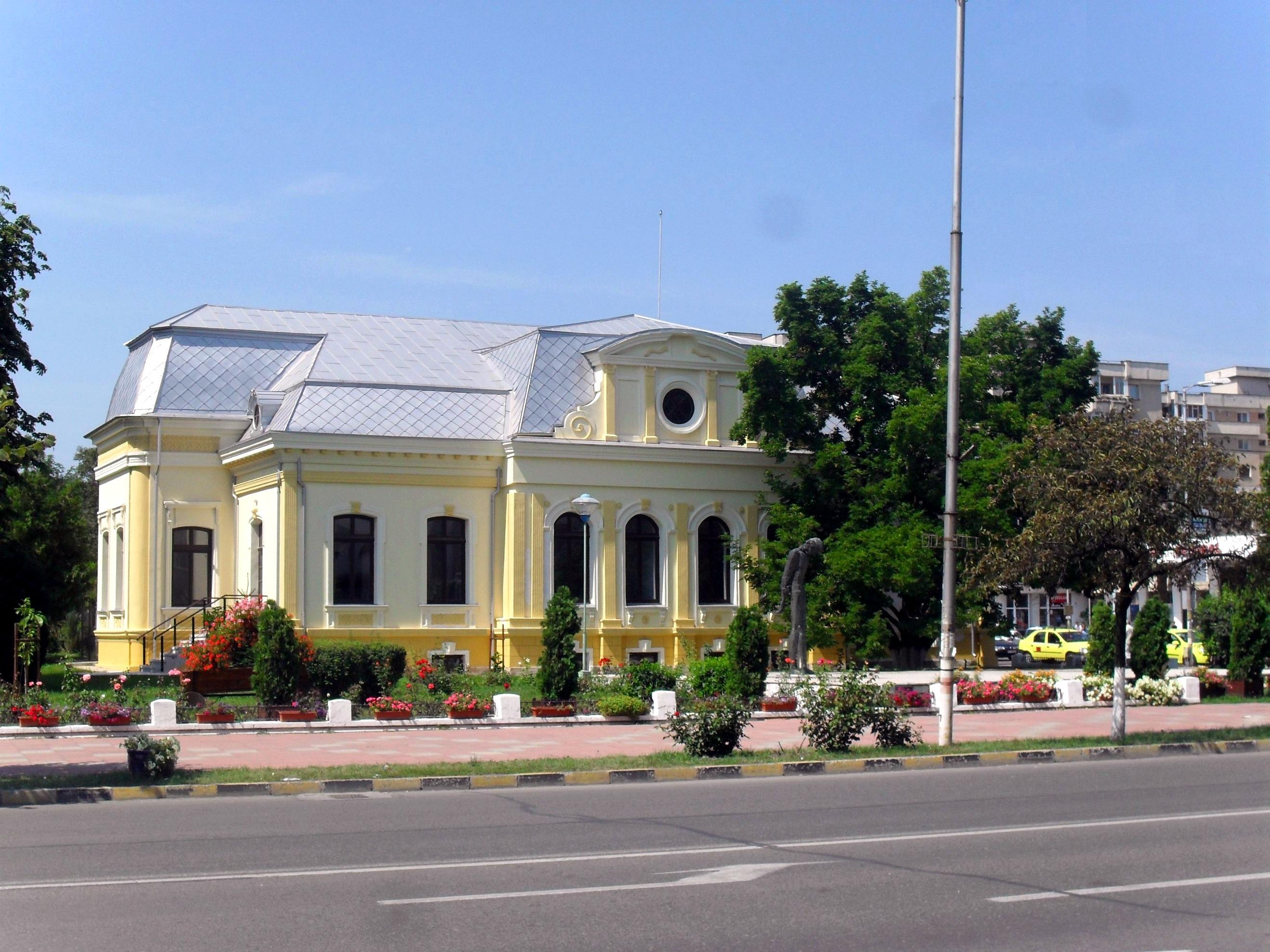
La biblioteca cittadina
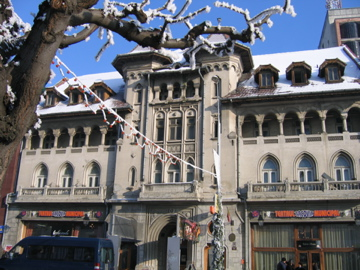
Il Teatro "George Bacovia"

## Infrastrutture e trasporti

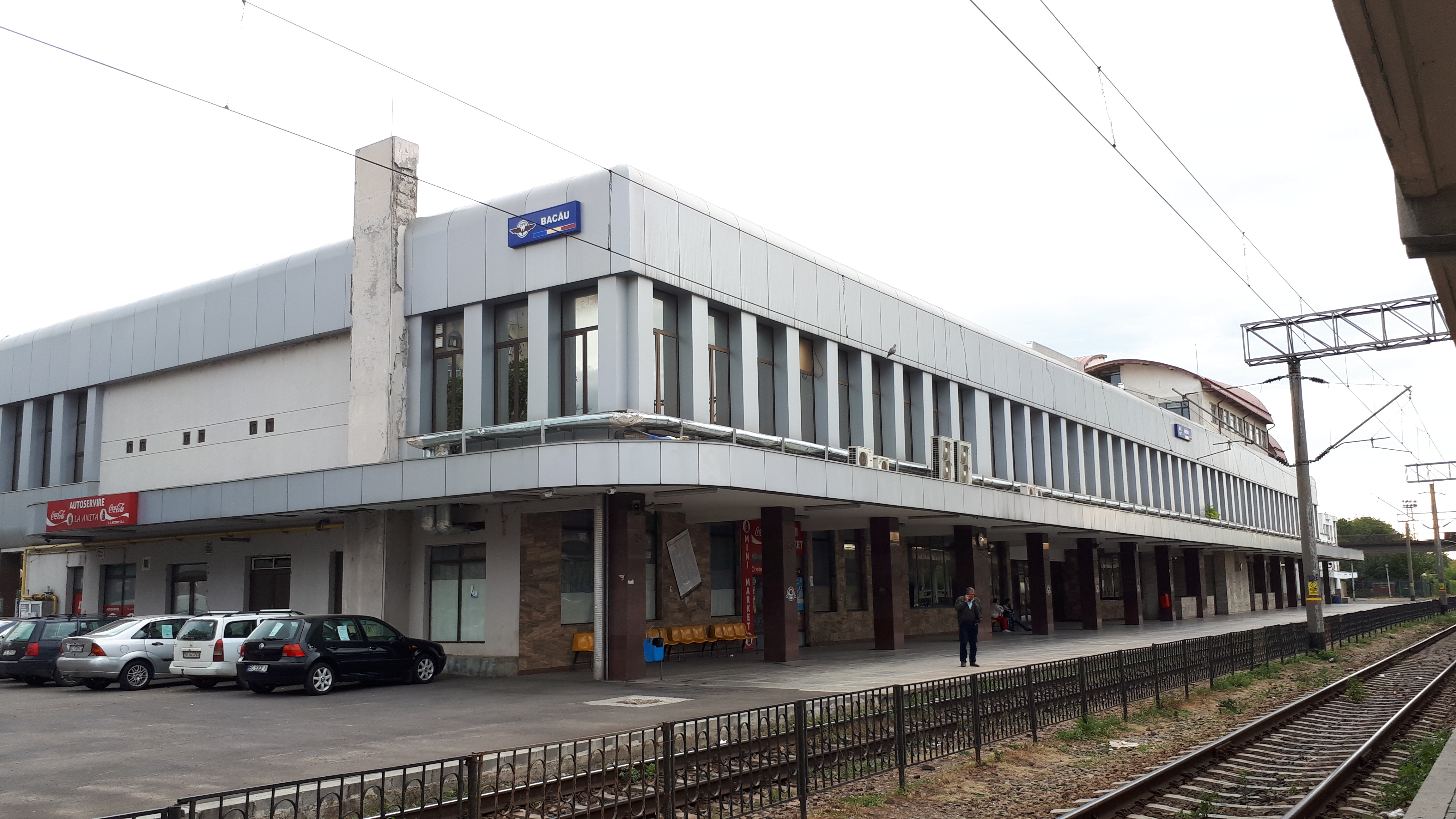
La stazione ferroviaria di Bacău lato binari

La città è servita dalla stazione ferroviaria Gara Bacău ed è attraversata dalla strada europea E85 (DN2), mentre l'Autostrada A7 (in costruzione) collegherà la città a Ploiești e Siret. Il trasporto urbano è gestito da linee di autobus, mentre l'Aeroporto Internazionale "George Enescu" offre collegamenti nazionali e internazionali.

## Amministrazione

### Gemellaggi
Bacău è gemellata con:
- Mandaue
- Blaj
- Petah Tiqwa

Bacău ha accordi di collaborazione con:
- Torino, Italia

## Sport

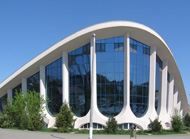
Piscina di Bacau

### Calcio
La squadra principale della città è l'ASC Gauss Bacău, militante in Liga IV, quarta divisione del campionato rumeno di calcio.

## Curiosità
- La città è presente nei Guinness dei primati grazie a un record conquistato il primo giugno del 2007. Si tratta del maggior numero di persone che hanno partecipato a un ballo sincronizzato.[senza fonte]